# لدونة غير مشبكية

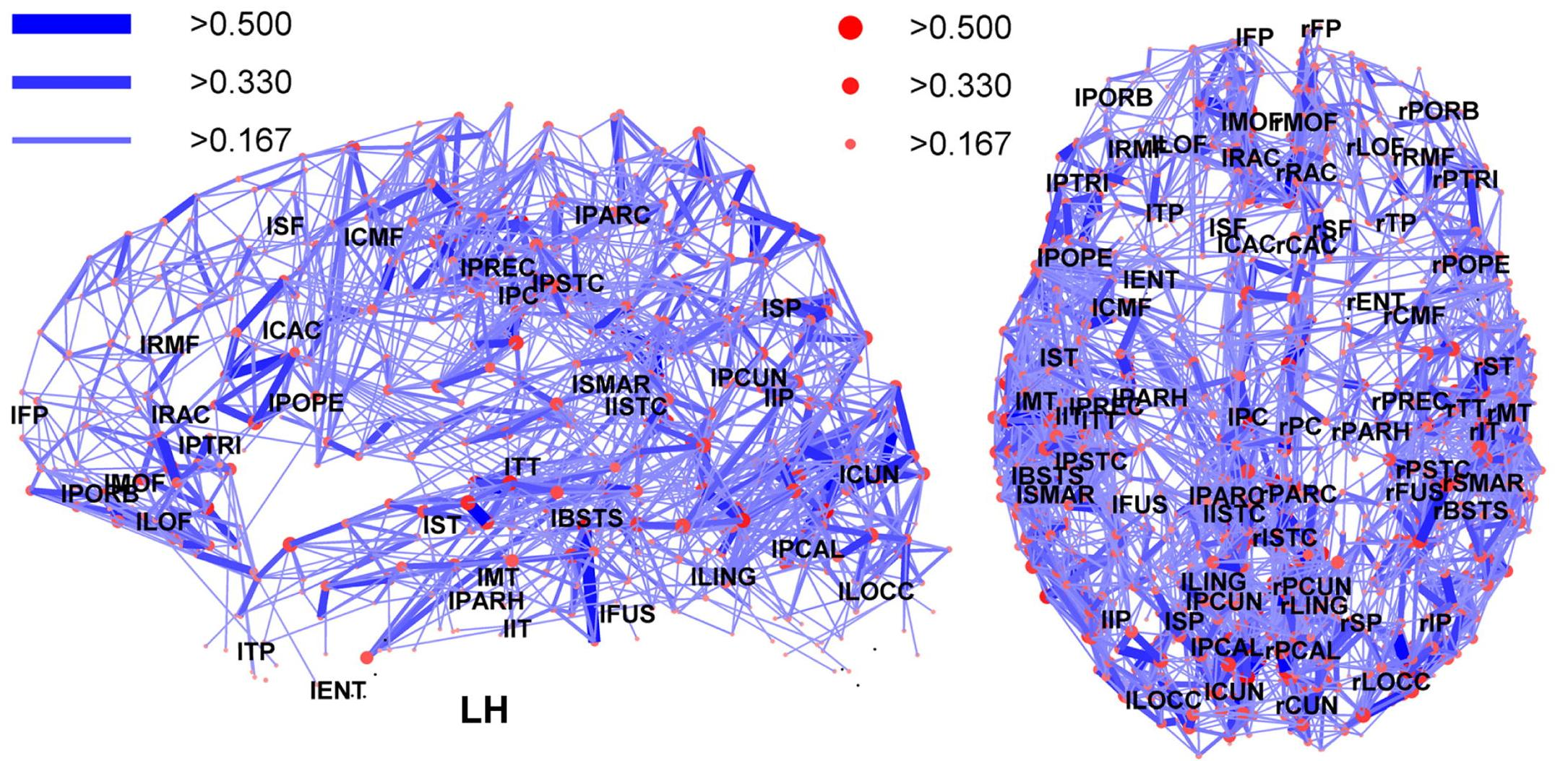

اللدونة غير المشبكية هي أحد أشكال اللدونة العصبية المنطوية على تعديل وظيفة القنوات الأيونية الموجودة في كل من جسم الخلية والتغصنات والمحوار، ما ينتج تغييرات محددة في تكامل الجهد الاستثاري بعد المشبكي (إي بّي إس بّي إس) والجهد التثبيطي بعد المشبكي (آي بّي إس بّي إس). تُعد اللدونة غير المشبكية تعديلًا لاستثارية العصبون الداخلية. تتفاعل أيضًا مع اللدونة المشبكية، لكنها تُعتبر كيانًا منفصلًا عنها. يلعب التعديل الجوهري لخصائص العصبونات الكهربائية دورًا في العديد من جوانب اللدونة من اللدونة المستتبة إلى التعلم والذاكرة نفسها. تؤثر اللدونة غير المشبكية في التكامل المشبكي، والانتشار تحت العتبة، وتوليد الحسكات وغيرها من آليات العصبونات الأساسية على المستوى الخلوي. قد تؤدي هذه التعديلات العصبونية الفردية إلى تغييرات في وظيفة الدماغ العليا، خاصة التعلم والذاكرة. ومع ذلك، كمجال ناشئ في العلوم العصبية، يبقى جزء كبير من معرفة اللدونة غير المشبكية غير مؤكد ويتطلب دراسات إضافية من أجل تحديد دورها في وظيفة الدماغ والسلوك بشكل أفضل.

## المقارنة مع اللدونة المشبكية
تُعرّف اللدونة العصبية على أنها قدرة جزء معين أو منطقة معينة من العصبون على تغيير تقويتها مع مرور الزمن. توجد فئتان كبيرتان للدونة، المشبكية وغير المشبكية. تتعامل اللدونة المشبكية بشكل مباشر مع تقوية الاتصال بين عصبونين، يشمل ذلك كمية النواقل العصبية المحررة من العصبون قبل المشبكي والاستجابة المتولدة في العصبون بعد المشبكي. بينما تتضمن اللدونة غير المشبكية تعديل الاستثارية العصبونية في جسم الخلية والتغصنات والمحوار لعصبون واحد، بعيدًا عن المشبك.

### اللدونة المشبكية
اللدونة المشبكية هي قدرة المشبك بين عصبونين على تغيير تقويته مع مرور الوقت. تنتج اللدونة المشبكية عن تغييرات في استخدام المسار المشبكي، أي تواتر الجهود المشبكية والمستقبلات المستخدمة في نقل الإشارات الكيميائية. تلعب اللدونة المشبكية دورًا كبيرًا في التعلم والذاكرة في الدماغ. يمكن حدوث اللدونة المشبكية عبر آليات داخلية، إذ تحدث فيها تغييرات في التقوية المشبكية جراء نشاطها الخاص، أو من خلال آليات خارجية، إذ تحدث تغييرات تقوية المشبك في هذه الحالة عبر المسارات العصبية الأخرى. غالبًا ما تنتج اللدونة المشبكية التثبيطية قصيرة الأمد عن إمداد النواقل العصبية المحدود في المشبك، بينما يحدث التثبيط طويل الأمد نتيجة انخفاض التعبير عن المستقبل في الخلية بعد المشبكية. تنتج اللدونة المشبكية المتممة قصيرة الأمد غالبًا عن تدفق الأيونات المرتفع أو المتبقي في إحدى النهايات قبل المشبكية أو بعد المشبكية، بينما تحدث اللدونة المشبكية طويلة الأمد عبر الإنتاج الزائد لمستقبلات الغلوتامات «إيه إم بّي إيه» و«إن إم دي إيه»، من بين أمور أخرى، في الخلية بعد المشبكي.

### اللدونة غير المشبكية
بالمقارنة، تُعد اللدونة غير المشبكية مجالًا مستمرًا أقل شهرة وجديدًا بعض الشيء في العلوم العصبية. تتجلى اللدونة غير المشبكية من خلال التغييرات في خصائص البنى غير المشبكية مثل جسم الخلية (البيولوجيا)، أو المحوار أو التغصنات. تتميز اللدونة المشبكية أيضًا بتأثيراتها قصيرة الأمد وطويلة الأمد. تتمثل إحدى طرق حدوث هذه التغييرات في تعديل القنوات الأيونية المعتمدة على الجهد الكهربائي في المحاور والتغصنات، ما يغير بدوره من تفسير الجهود التثبيطية والاستثارية المنتشرة إلى الخلية. على سبيل المثال، يمكن ملاحظة اللدونة غير المشبكية في المحوار عند فشل وصول جهد الفعل إلى النهايات قبل المشبكية جراء انخفاض التوصيل أو تراكم الأيونات.

### التأثيرات التآزرية

#### تأثيرات الاستثارية العامة
تعمل اللدونة المشبكية واللدونة غير المشبكية بشكل متزامن في مجموعة من الطرق المختلفة بهدف إنتاج تأثيرات محفزة في العصبونات. يشمل هذا توليد الحسكات الناتج عن تنظيم البوتاسيوم غير المشبكي والقنوات الأيونية قبل المشبكية الأخرى، ما يرفع استجابة الجهد الاستثاري بعد المشبكي عن طريق تحرير النواقل العصبية وزيادة جهود الفعل. تضيف اللدونة التغصنية غير المشبكية بدورها إلى تأثيرات اللدونة المشبكية من خلال توسيع جهود الفعل. كما سُيناقش بشكل أكبر، تنتج العصبونات عامل التغذية العصبية المستمد من الدماغ (بي إن دي إف) من أجل تنسيق اللدونة غير المشبكية واللدونة المشبكية. ترتبط التغييرات غير المشبكية في جسم الخلية أو التغصنات أو المحوار في العصبون بشكل وثيق مع التقوية المشبكية.

#### التكامل في الذاكرة والتعلم
على الرغم من المعرفة الكبيرة لدور اللدونة المشبكية الواسع في التعلم والذاكرة، إلا أن كلًا من اللدونة المشبكية واللدونة غير المشبكة أساسيتان للتعلم والذاكرة في الدماغ. تشير دلائل كثيرة إلى عمل الآليتين من أجل تحقيق التأثيرات الملاحظة بشكل متبادل. يُعد تشكيل الذاكرة في المشبك مثالًا رئيسيًا على ذلك، إذ يؤثر تعديل آليات التحرير قبل المشبكية والمستقبلات بعد المشبكية في التقوية أو التخمييد طويلي الأمد. من ناحية أخرى، اقتُرحت إزالة استقطاب جسم الخلية المستمرة كوسيلة للسلوك والذاكرة المكتسبين عبر اللدونة غير المشبكية. ترفع اللدونة غير المشبكية أيضًا من فعالية تشكيل الذاكرة المشبكي عبر تنظيم القنوات الأيونية المعتمدة على الجهد الكهربائي. تُعد اللدونة غير المشبكية الآلية المسؤولة عن تعديلات هذه القنوات في المحوار، ما يؤدي إلى تغييرات في تقوية جهد الفعل العصبوني، ما يؤثر بشكل دائم على تقوية الآليات المشبكية، بالتالي عمق تشفير الذاكرة وطوله.

### تنظيم اللدونة المشبكية
تمتلك اللدونة غير المشبكية أيضًا القدرة على تنظيم تأثيرات اللدونة المشبكية من خلال آليات الارتجاع السلبي. يمتلك التغير الحاصل في عدد القنوات الأيونية وخصائصها في المحوار أو التغصنات القدرة على تقليص تأثيرات المشبك مفرط التحفيز. في حالة فرط استثارية هذه القنوات الأيونية، يحدث تدفق أيونات راجع داخل الخلية، ما يؤدي إلى التحفيز الزائد وموت الخلية بسبب الاستماتة أو النخر.

### الآليات الداخلية
تتميز المناطق العصبونية غير المشبكية مثل المحوار بخواص كامنة مؤثرة في المشبك. تشمل هذه الآليات الأساسية تأخير زوال الاستقطاب الذي تتعرض له جهود الفعل أثناء انتقالها أسفل المحوار. تعمل هذه الخاصية الداخلية على إبطاء انتشار جهود الفعل، يرجع هذا إلى حركة زوال الاستقطاب المتجهة أسفل الهيولى والتوضيع المتقطع لقنوات الصوديوم على عقد رانفييه. توجد هذه الآليات بشكل دائم، إلا أنها تتغير وفقًا لوضع جسم الخلية والتغصنات والمحوار في ذلك الوقت. لذلك، يمكن أن يكون الكمون، أو تأخير انتشار جهود الفعل أو «إي بّي إس بّي إس»، متغيرًا. ينتقل كل جهد استثاري بعد مشبكي عبر جهد الفعل أسفل المحوار في الخلية قبل المشبكية ثم ينتشر إلى الخلية بعد المشبكية، بالتالي تؤثر اللدونة غير المشبكية بطبيعتها على اللدونة المشبكية.